# Banc de sorra

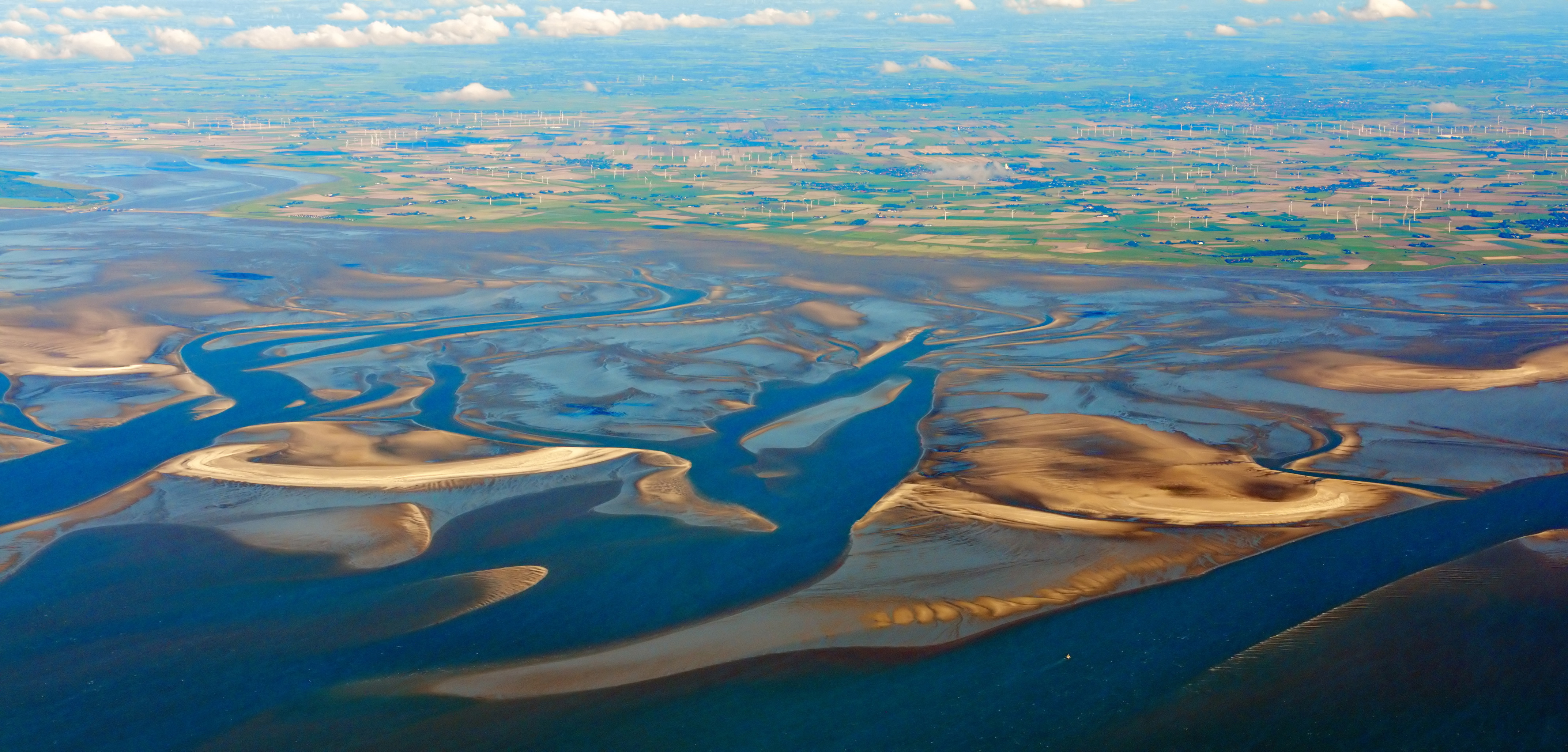
Bancs de sorra al nord de Frísia del Mar de Wadden (Alemanya)

Un banc de sorra és l'acumulació de sorra, grava o còdols al llarg del litoral o en el llit d'un riu.
Els bancs de les platges es formen per l'acció repetida d'un sistema d'onades, o bé, d'una vegada, en el curs d'una tempesta. En els estuaris es formen en ser entallats els al·luvions per múltiples braços del riu. Eventualment es modelen pel flux i reflux de la marea. Altres bancs són formats en el llit dels rius per abandó de la sorra i de les graves arrossegades pel torrent. La seva formació obeeix a certes lleis: són asimètrics, ja que el pendent és moderada en la seva cua (aigües amunt), però abrupta en el seu cap, el seu eix no és paral·lel al de la llera del riu. Avancen aigües avall, doncs, durant les crescudes, l'aigua arrenca a la cua materials que, rodant o saltant sobre el dors del banc, acaben per caure al peu del talús frontal.
Per l'aportació al·luvial i per la sorra aportat pel vent captada per la vegetació d'aigua salabrosa als bancs poc pregons, a poc a poc poden transformar-se en illes permanents, com es produeix per exemple al mar de Wadden i al delta de l'Ebre. Al sentit contrari, marors ciclòniques poden submergir bancs i illes sorroses senceres en poques hores.
Els bancs són sovint força versàtils, és la raó per què s'imposa als vaixells de gran calat de servir-se d'un pràctic per tal de navegar al canal navegable.

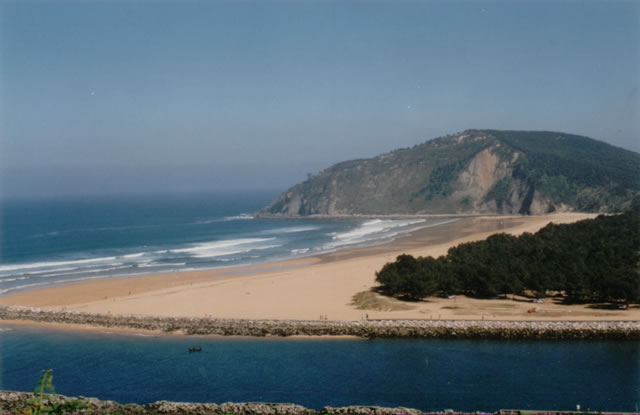
Bancs de sorra de la platja de Rodiles, a Astúries
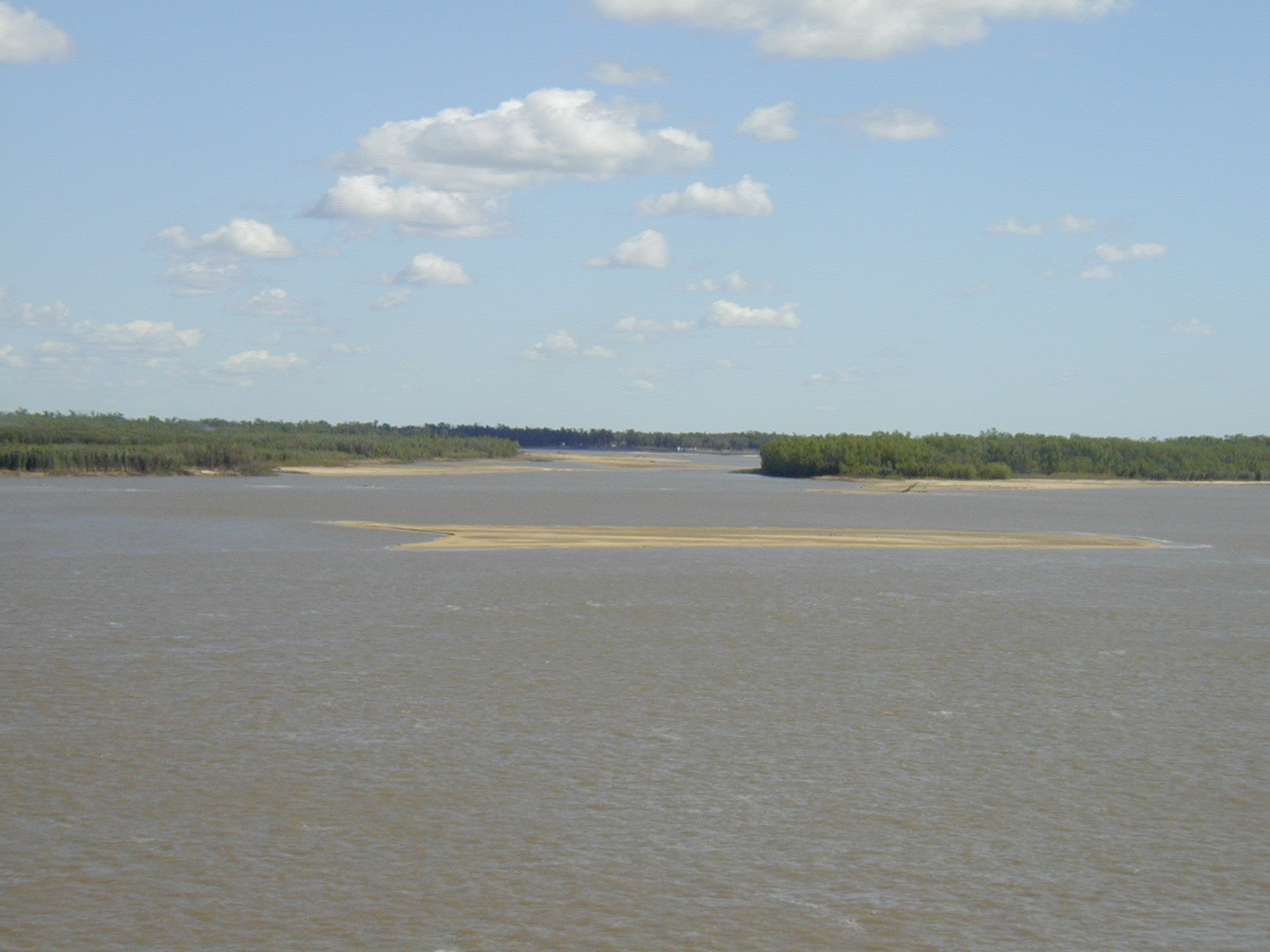
Banc de sorra en el riu Paraná